# Georg von Tschammer und Quaritz

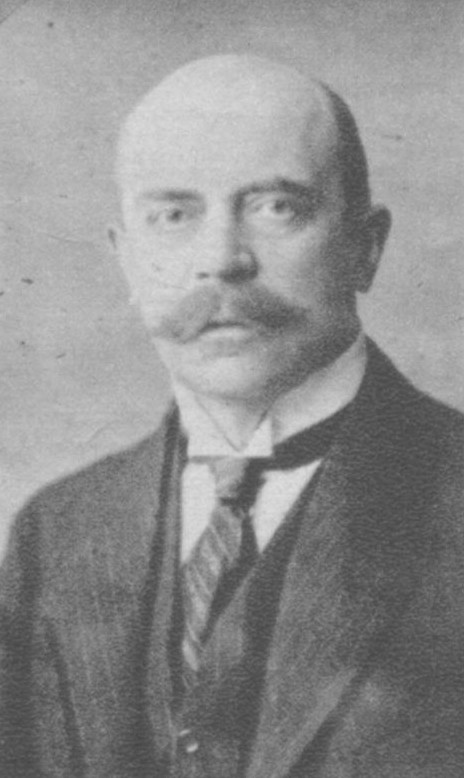
Georg von Tschammer und Quaritz, um 1918

Georg von Tschammer und Quaritz als Bonner Preuße, um 1888

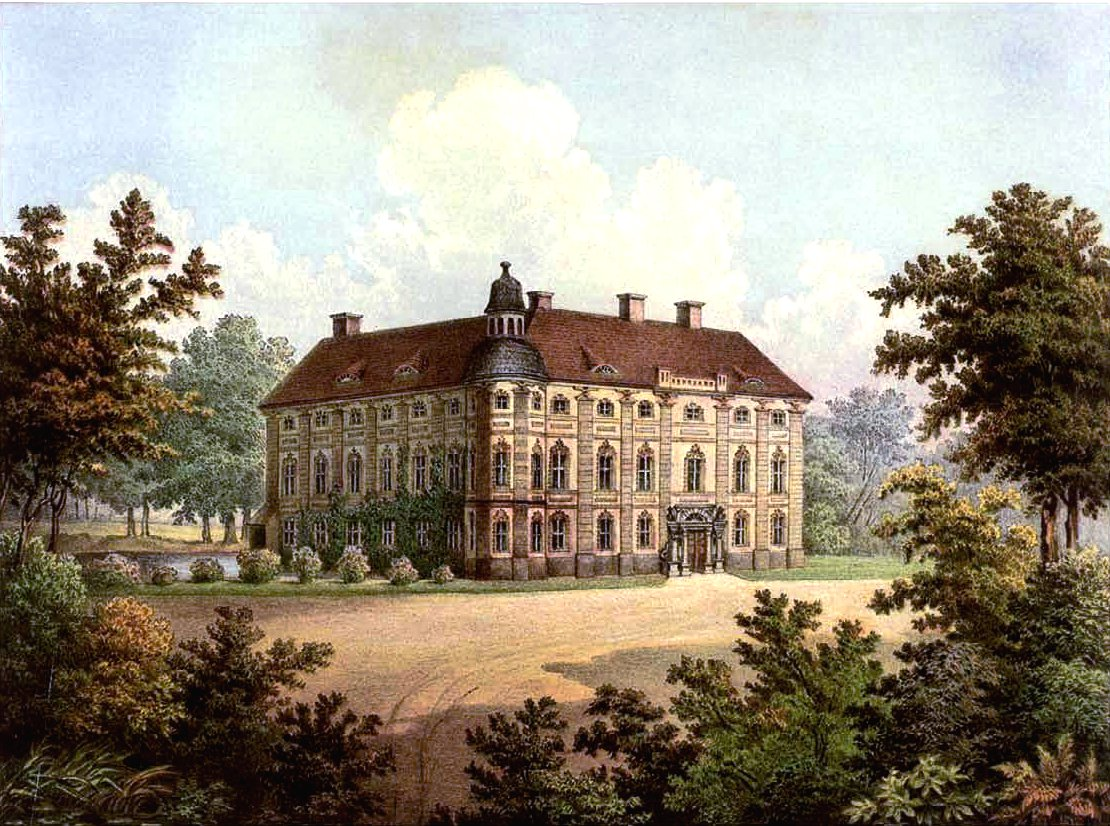
Schloss Brunzelwaldau um 1860, Sammlung Alexander Duncker

Georg Freiherr von Tschammer und Quaritz (* 26. Dezember 1869 in Brunzelwaldau, Landkreis Freystadt i. Niederschles., Provinz Schlesien; † 13. Februar 1952 in Berlin-Schöneberg) war ein deutscher Politiker und Staatssekretär im Ministerium für Elsaß-Lothringen des Deutschen Kaiserreichs. 

## Studium und berufliche Laufbahn
Georg Freiherr von Tschammer und Quaritz war ein Sohn des Fideikommissbesitzers und Königlichen Kammerherrn Arthur Freiherr von Tschammer und Quaritz (* 1838; † 1927) auf Quaritz und der Jenny von Lieres und Wilkau (* 1845; † 1927), Tochter eines Landschaftsdirektors und Gutsherrn. Er hatte mehrere Geschwister, Freiherr Siegfried (* 1866; † 1948) wurde Erbe des Gutes, Schwester Margareta heiratete den späteren Landrat Eberhard von Lücken und der jüngste Bruder Johannes (* 1876; † 1954) wurde Geheimer Regierungsrat, und blieb wie Georg unverheiratet.
Georg von Tachammer und Quaritz besuchte die Klosterschule in Roßleben und absolvierte das Studium der Rechts- und Kameralwissenschaften an der Rheinischen Friedrich-Wilhelms-Universität zu Bonn und an der Universität Breslau. In Bonn trat er dem Corps Borussia bei. 1900 bis 1906 war er als Nachfolger von Johann von Dallwitz Landrat des Landkreises Lüben.
Am 14. Oktober 1911 wurde er Regierungspräsident von Breslau. Dieses Amt übte er bis zu seiner Ablösung durch Traugott von Jagow am 1. Juni 1916 aus.

## Aufstieg zum Staatssekretär für Elsaß-Lothringen
Am 1. Juni 1916 wurde er als Nachfolger von Siegfried von Roedern Staatssekretär im Ministerium für Elsaß-Lothringen in Straßburg. Dort traf er wieder auf Johann von Dallwitz, der seit 1914 Kaiserlicher Statthalter im Reichsland Elsaß-Lothringen war. Nachfolger im Amt als Staatssekretär wurde im Oktober 1918 Karl Hauss.